# Bicknoller
Bicknoller is een civil parish in het bestuurlijke gebied Somerset West and Taunton, in het Engelse graafschap Somerset met 371 inwoners.